# Boat on the River
Boat on the River è una canzone del gruppo musicale statunitense Styx, estratta come singolo dall'album Cornerstone nel 1980. Divenne una hit in alcuni paesi europei, ottenendo il primo posto in classifica in Svizzera.
È un brano folk rock che presenta Tommy Shaw alla voce e al mandolino, accompagnato da Dennis DeYoung alla fisarmonica e ai cori. È stato coverizzato da Metin Özülkü, Seventh Avenue, Guano Apes e Riki Sorsa.

## Tracce
1. Boat on the River – 3:10
2. Borrowed Time – 4:58

## Classifiche
| Classifica (1980) | Posizione massima |
| ----------------- | ----------------- |
| Austria           | 2                 |
| Germania          | 5                 |
| Paesi Bassi       | 29                |
| Svizzera          | 1                 |